# Mozilla Thunderbird
El Mozilla Thunderbird (abans anomenat Minotaur) és un client de correu electrònic de codi obert i lliure distribuït per la Fundació Mozilla. Es tracta d'una evolució de la Mozilla Suite, però dedicada primordialment al correu electrònic, calendari, gestor de tasques, grups de discussió i canals RSS.
Igual que el Mozilla Firefox, està basat en el motor de renderització Gecko i té un ecosistema d'extensions per ampliar-ne les funcionalitats.
Es distribueix sota les llicències MPL (Mozilla Public License) i MPL/GPL/LGPL (trillicència), i està disponible per a GNU/Linux, Windows i Mac OS X, tant en 32 bits com en 64 bits. També es troba en format portable, és a dir, que no necessita instal·lació i es pot executar des d'un llapis USB.
Està disponible en més de 50 llengües, entre les quals hi ha el català.

## Característiques

### Correu electrònic
Inclou un assistent per tal que es pugui configurar automàticament un compte de correu només afegint el nom, l'adreça i la contrasenya. Els paràmetres IMAP, POP3, SMTP, SSL/TLS i ports es poden ajustar de forma manual o de forma automàtica, totalment transparent per a l'usuari.
Un sistema de filtratge de correus electrònics permet cercar els missatges introduint la consulta a la barra de filtre ràpid situada a la part superior de l'aplicació. De forma separada, inclou un sistema de cerca més complet que indexa tots els missatges.
Una altra característica és la possibilitat d'arxivar els correus electrònics en carpetes. També disposa de un gestor d'activitats que enregistra totes les comunicacions que es fan entre l'aplicació i el servidor de correu així com qualsevol tasca que duri un cert temps.

### Llibreta d'adreces
També inclou una llibreta d'adreces de fàcil accés que permet afegir contactes amb fotografies, dates d'aniversari i altres dades personals.

### Missatgeria instantània
També disposa d'un sistema de xat multiplataforma que funciona amb IRC, Twitter, Google Talk i XMPP.

### Calendari i gestor de tasques
Des de la versió 78, el Thunderbird inclou un calendari i gestor de tasques. Fins llavors, aquesta funcionalitat l'aportava l'extensió Lightning o l'aplicació independent Mozilla Sunbird.

### Pestanyes i cerca
El sistema de navegació per pestanyes utilitzada al Firefox, també es troba al Thunderbird. El calendari i la llista de tasques es carreguen en una pestanya independent de la safata d'entrada del correu. Els correus individuals també es poden mostrar en noves pestanyes independents i quan es reinicia l'aplicació, el Thunderbird recorda les pestanyes que estaven obertes en el moment de tancar.

### Personalització
Els desenvolupadors del Thunderbird mantenen un lloc web des d'on es poden descarregar desenes d'extensions que permeten afegir i modificar característiques. L'aspecte del Thunderbird es pot modificar a través de temes amb un sistema semblant al del Firefox.

### Seguretat
El sistema de seguretat de Thunderbird s'encarrega de buscar i instal·lar actualitzacions de forma automàtica per tal de mantenir el programa actualitzat. Té un filtre per bloquejar imatges remotes, un gestor de contrasenyes, un detector de phishing, un filtre de correu brossa que evoluciona segons els correus que l'usuari marqui com a tal i la possibilitat de vincular l'antivirus del sistema perquè analitzi els correus electrònics entrants. També disposa de l'opció de "no seguiment" que permet indicar a les pàgines web que no rastregin l'activitat de l'usuari.

## Història de les sortides del Mozilla Thunderbird

### Històric de versions de Mozilla Thunderbird
| Versió | Sub-versió | Data de publicació     | Característiques |
| ------ | ---------- | ---------------------- | --- |
| 0.1    | 0.1        | 28 de juliol de 2003   | Primera versió |
| 0.1    | 0.2        | 3 de setembre de 2003  | Millorat rendiment, estabilitat i personalització. |
| 0.1    | 0.3        | 17 d'octubre de 2003   | Correccions de seguretat i estabilitat. |
| 0.1    | 0.4        | 7 de desembre de 2003  | Millorat l'aspecte. Noves funcions de migració i POP. Correccions POP i HTML. |
| 0.1    | 0.5        | 9 de febrer de 2004    | Possibilitat de tenir múltiples identitats. Autenticació amb contrasenya segura. Sincronització amb Palm de la llibreta de direccions. Corrector ortogràfic millorat. Correccions amb carpetes IMAP. Millora d'estabilitat i rendiment. |
| 0.1    | 0.6        | 3 de maig de 2004      | Nou instal·lador per Windows. Nou tema per defecte en Mac OS. Millorat algoritme anti-SPAM. Millor compatibilitat amb IMAP. Nou logo. Compatibilitat amb arxius sense connexió. Millores en les notificacions. |
| 0.1    | 0.7        | 16 de juny de 2004     | Millorat el suport IMAP. Gestor de temes i extensions actualitzat. |
| 0.1    | 0.8        | 14 de setembre de 2004 | Millorat el control de privacitat. Safata global. Integració RSS/Atom. Millorada la migració de dades. |
| 0.1    | 0.9        | 3 de novembre          | Més integració amb RSS. Carpetes preferides. Carpetes virtuals. |
| 1.0    | 1.0        | 7 de desembre 2004     | |
| 1.0    | 1.0.2      | 21 de març de 2005     | Correccions de seguretat i estabilitat. |
| 1.0    | 1.0.5      | 13 de juliol de 2005   | Correccions de seguretat i estabilitat. |
| 1.0    | 1.0.6      | 19 de juliol de 2005   | Correccions d'estabilitat. |
| 1.0    | 1.0.7      | 29 de setembre de 2005 | Correccions de seguretat i estabilitat. |
| 1.0    | 1.0.8      | 21 d'abril de 2006     | Millores d'estabilitat i seguretat. |
| 1.5    | 1.5        | 11 de gener de 2006    | Millora de notificacions d'actualitzacions.Correcció d'ortografia mentre s'escriu. La cerca de carpetes guardades ara pot buscar en varis comptes. Detector de phishing incorporat. Millores de podcasts i RSS. Integració del filtre de SPAM. Autenticació Kerberos. Guardar automàticament com a esborrany al escriure un correu. Filtres per la safata d'entrada. Millores d'ús, interfície millorada i gestió de serveis SMTP. Millores de seguretat. |
| 1.5    | 1.5.0.2    | 21 d'abril de 2006     | Millores d'estabilitat i seguretat. No inclou suport binari universal per a Mac OS X. |
| 1.5    | 1.5.0.4    | 1 de juny de 2006      | Millores d'estabilitat i seguretat. Suport binari universal per a Mac OS X. |
| 1.5    | 1.5.0.5    | 27 de juliol de 2006   | Millores d'estabilitat i seguretat. |
| 1.5    | 1.5.0.7    | 14 de setembre de 2006 | Millores d'estabilitat i seguretat. |
| 1.5    | 1.5.0.8    | 7 de novembre de 2006  | Millores d'estabilitat i seguretat. |
| 1.5    | 1.5.0.9    | 19 de desembre de 2006 | Millores d'estabilitat i seguretat. |
| 1.5    | 1.5.0.10   | 1 de març de 2007      | Millores d'estabilitat i seguretat. |
| 1.5    | 1.5.0.12   | 30 de maig de 2007     | Millores d'estabilitat i seguretat. |
| 1.5    | 1.5.0.13   | 23 d'agost de 2007     | Millores d'estabilitat i seguretat. |
| 2.0    | 2.0        | 18 d'abril de 2007     | Creació d'etiquetes pels correus. Interfície d'usuari millorada i optimitzada per aprofitar tota la pantalla. Botons endavant i endarrere al navegador. Personalització de la vista de carpetes. Accés a correus web Gmail i .Mac. Millorat el suport per extensions i la seva actualització. Millora de les notificacions. Missatge emergent informatiu al passar per sobre de les carpetes. La cerca també inclou les carpetes guardades. Es realitza la cerca mentre s'escriu. Nou instal·lador per Windows. Millor suport per Windows Vista. |
| 2.0    | 2.0.0.4    | 14 de juny de 2007     | Correccions de seguretat. Afegit idioma coreà. |
| 2.0    | 2.0.0.5    | 19 de juliol de 2007   | Correccions de seguretat. |
| 2.0    | 2.0.0.6    | 1 d'agost de 2007      | Correccions de seguretat. |
| 2.0    | 2.0.0.9    | 14 de novembre de 2007 | Correccions de seguretat. |
| 2.0    | 2.0.0.12   | 26 de febrer de 2008   | Correccions de seguretat. |
| 2.0    | 2.0.0.14   | 1 de maig de 2008      | Correccions de seguretat. |
| 2.0    | 2.0.0.16   | 23 de juliol de 2008   | Correccions de seguretat. |
| 2.0    | 2.0.0.17   | 25 de setembre de 2008 | Correccions de seguretat. |
| 2.0    | 2.0.0.18   | 19 de novembre de 2008 | Correccions de seguretat. |
| 2.0    | 2.0.0.19   | 30 de desembre de 2008 | Correccions de seguretat. |
| 2.0    | 2.0.0.21   | 18 de març de 2009     | Correccions de seguretat. |
| 2.0    | 2.0.0.22   | 22 de juny de 2009     | Correccions de seguretat. |
| 2.0    | 2.0.0.23   | 20 d'agost de 2009     | Correccions de seguretat. |
| 2.0    | 2.0.0.24   | 16 de març de 2010     | Última actualització de Thunderbird 2. Millores d'estabilitat i seguretat. |
| 3.0    | 3.0        | 8 de desembre de 2009  | Nou sistema de cerca amb filtres avançats i auto-completat. Millores en l'experiència de l'usuari (nou assistent de comptes de correu, barra d'eines redissenyada, el panell de carpetes ara ofereix un mode de carpetes intel·ligents, nova vista de resum dels missatges, les capçaleres dels missatges es poden configurar i ordenar, nou sistema per arxivar correus). Nou administrador de complements, llibreta de direccions millorada. Millor integració amb comptes de Gmail. Integració amb el sistema de cerca de Windows Vista. Integració amb SpotLight per importar correus des de Mail.app per usuaris de Mac OS. Millores de sincronització en comptes IMAP. |
| 3.0    | 3.0.1      | 20 de gener de 2010    | Millores d'estabilitat i seguretat. Correccions en la interfície d'usuari i en l'ús d'arxius adjunts. |
| 3.0    | 3.0.2      | 25 de febrer de 2010   | Millores d'estabilitat i seguretat. Correccions pels usuaris que actualitzin de Thunderbird 2 a 3. Correccions a IMAP. |
| 3.0    | 3.0.3      | 1 de març de 2010      | Correcció per les carpetes absents o el panell de carpetes buit després d'actualitzar a la versió 3.0.2. |
| 3.0    | 3.0.4      | 30 de març de 2010     | Millores d'estabilitat i seguretat. Correccions en la interfície d'usuari. |
| 3.0    | 3.0.5      | 1 de juny de 2010      | Millora la indexació de missatges i l'accés a perfils guardats a la xarxa. Millora la notificació dels correus no llegits en Mac OS X. Correccions en la interfície d'usuari. |
| 3.0    | 3.0.6      | 20 de juliol de 2010   | Millores d'estabilitat i seguretat. Correccions en la interfície d'usuari. |
| 3.0    | 3.0.7      | 7 de setembre de 2010  | Millores d'estabilitat i seguretat. Correccions en la interfície d'usuari. |
| 3.0    | 3.0.8      | 16 de setembre de 2010 | Millores d'estabilitat i seguretat. |
| 3.0    | 3.0.9      | 19 d'octubre de 2010   | Millores d'estabilitat i seguretat. |
| 3.0    | 3.0.10     | 27 d'octubre de 2010   | Correcció crítica de seguretat que podia permetre l'execució remota de codi. |
| 3.0    | 3.0.11     | 9 de desembre de 2010  | Millores d'estabilitat i seguretat. |
| 3.1    | 3.1        | 24 de juny de 2010     | Nou sistema de migració des de Thunderbird 2. Nou administrador de correus guardats. S'han afegit centenars de configuracions de ISP al assistent de configuració de comptes. Millores d'estabilitat, gestió de memòria i ús de contrasenyes. |
| 3.1    | 3.1.1      | 20 de juliol de 2010   | Millores d'estabilitat i seguretat. Correccions en la interfície d'usuari. |
| 3.1    | 3.1.2      | 5 d'agost de 2010      | Millores d'estabilitat. Correccions en la interfície d'usuari. |
| 3.1    | 3.1.3      | 7 de setembre de 2010  | Millores d'estabilitat i seguretat. Correccions en la interfície d'usuari. |
| 3.1    | 3.1.4      | 16 de setembre de 2010 | Millores d'estabilitat. Correccions en la interfície d'usuari. |
| 3.1    | 3.1.5      | 19 d'octubre de 2010   | Millores d'estabilitat, seguretat i rendiment. Correccions en la interfície d'usuari i les extensions. |
| 3.1    | 3.1.6      | 27 d'octubre de 2010   | Correcció crítica de seguretat que podia permetre l'execució remota de codi. |
| 3.1    | 3.1.7      | 9 de desembre de 2010  | Millores d'estabilitat, seguretat i rendiment. Correccions per millorar l'ús d'arxius de carpetes grans guardats localment. Correccions per millorar la corrupció en la copia local de bústies de correu IMAP. |
| 3.1    | 3.1.8      | 1 de març de 2011      | Millores d'estabilitat, seguretat i rendiment. |
| 3.1    | 3.1.9      | 4 de març de 2011      | Prevenció de la fallada després de l'última actualització. |
| 3.1    | 3.1.10     | 28 d'abril de 2011     | Millores d'estabilitat, seguretat i rendiment. |
| 3.1    | 3.1.11     | 21 de juny de 2011     | Millores d'estabilitat, seguretat i rendiment. |
| 3.1    | 3.1.12     | 16 d'agost de 2011     | Millores d'estabilitat, seguretat i rendiment. |
| 3.1    | 3.1.13     | 31 d'agost de 2011     | Revocat el certificat arrel de DigiNotar degut a l'emissió fraudulenta del certificat SSL. |
| 3.1    | 3.1.14     | 6 de setembre de 2011  | Eliminades excepcions de confiança pels certificats emesos per Staat der Nederlanden. Correccions amb els llocs web gov.uk. |
| 3.1    | 3.1.15     | 27 de setembre de 2011 | Millores d'estabilitat, seguretat i rendiment. |
| 3.1    | 3.1.16     | 8 de novembre de 2011  | Millores d'estabilitat, seguretat i rendiment. |
| 3.1    | 3.1.17     | 20 de desembre de 2011 | Millores d'estabilitat, seguretat i rendiment. |
| 3.1    | 3.1.18     | 31 de gener de 2012    | Millores d'estabilitat, seguretat i rendiment. |
| 3.1    | 3.1.19     | 16 de febrer de 2012   | Millores de seguretat. |
| 3.1    | 3.1.20     | 12 de març de 2012     | Millores de seguretat. |
| 5.0    | 5.0        | 28 de juny de 2011     | Millorada la velocitat d'inici. Nou motor Mozilla Gecko 5. Nou gestor de complements. Assistent de creació de comptes millorat. Nova pàgina de resolució de problemes. Les pestanyes ara es poden reordenar. Ara es mostra la mida de l'arxiu adjunt al costat de l'arxiu. Els plugins es poden carregar als canals RSS. Correccions per temes de Windows 7/Vista. Suport per Mac 32/64 bits. Millores d'estabilitat, seguretat i rendiment. |
| 6.0    | 6.0        | 16 d'agost de 2011     | Nou motor Gecko 6. Millores en el temes de Windows 7. Correccions al importar correus de Outlook. Comprovació de client de correu per defecte en distribucions Linux més actuals. Millores de la interfície d'usuari. Correccions de seguretat, rendiment i estabilitat. |
| 6.0    | 6.0.1      | 31 d'agost de 2011     | Eliminat el certificat d'arrel per DigiNotar. |
| 6.0    | 6.0.2      | 6 de setembre de 2011  | Eliminades excepcions per certificats de Staar der Nederlanden. Correccions amb les webs gov.uk. |
| 7.0    | 7.0        | 27 de setembre de 2011 | Nou motor Gecko 7. Correccions i millores en la interfície d'usuari. Correccions de seguretat, rendiment i estabilitat. Millores en la llibreta d'adreces. Afegida característica per imprimir un resum dels correus seleccionats. |
| 7.0    | 7.0.1      | 30 de setembre de 2011 | Correcció d'un error poc comú en que algunes extensions apareixien ocultes. |
| 8.0    | 8.0        | 8 de novembre de 2011  | Nou motor Gecko 8. Extensions de tercers es deshabiliten per defecte. Noves dreceres de cerca. Millorada l'accessibilitat dels arxius adjunts. Millorada l'estabilitat i la seguretat. S'elimina el panell de commutació de carpetes. |
| 9.0    | 9.0        | 20 de desembre de 2011 | Nou motor Gecko 9. Correccions de seguretat. Millores de la interfície d'usuari. Nova opció que permet enviar informació de rendiment i utilització a Mozilla. Millora de l'ús del teclat pels arxius adjunts. Els usuaris de Windows poden ocultar la barra de menú. |
| 9.0    | 9.0.1      | 23 de desembre de 2011 | Correcció en el que els usuaris de Windows XP no podien executar Thunderbird. |
| 10.0   | 10.0       | 31 de gener de 2012    | Nova funcionalitat per buscar a la web. Millorada la cerca de correus. Correccions quan s'escrivia un correu. Correccions de seguretat. |
| 10.0   | 10.0.1     | 12 de febrer de 2012   | Correccions de seguretat i millores en la estabilitat. |
| 10.0   | 10.0.2     | 16 de febrer de 2012   | Correccions de seguretat. |
| 11.0   | 11.0       | 13 de març de 2012     | Nova interfície per pestanyes. Correccions de seguretat. Correccions al importar perfils d'Outlook. Correccions en les notificacions. |
|        | 11.0.1     | 28 de març de 2012     | Correccions que provocava el bloqueig del correu IMAP. Correcció del filtre de correu que es modificava erròniament. |
| 12.0   | 12.0       | 24 d'abril de 2012     | La cerca global inclou extractes dels missatges. Correccions de seguretat. Millora en les subscripcions a canals RSS. Suport per extensions que proporcionen diferents tipus d'emmagatzematge de correu local. |
|        | 12.0.1     | 30 d'abril de 2012     | Correccions de notificacions i filtratge de correus POP3. Correcció de correus corruptes al utilitzar movemail. |
| 13.0   | 13.0       | 5 de juny de 2012      | Correccions de seguretat. Els requisits per instal·lar-lo en Windows es Windows XP SP2. Filelink: permet pujar els arxius al núvol i enviar els enllaços als amics. Associació amb Gandi i Hover: permet registrar una nova direcció de correu des de Thunderbird i configurar-la automàticament. |
| 13.0   | 13.0.1     | 15 de juny de 2012     | Filelink: els arxius no caduquen al cap d'una setmana. Correcció de l'avís de contrasenya errònia. Correcció d'un error que no permetia als usuaris de Linux iniciar Thunderbird. Correccions d'estabilitat i visualització. |
| 14.0   | 14.0       | 17 de juliol de 2012   | Millores de rendiment i seguretat. |
| 15.0   | 15.0       | 28 d'agost de 2012     | Nou xat multi-canal. Opció de no seguiment a les pàgines web. Filelink suporta Ubuntu one per la càrrega de fitxers grans. Nova interfície d'usuari per assemblar-se més a Mozilla Firefox. Millores de rendiment i seguretat. |
| 15.0   | 15.0.1     | 10 de setembre de 2012 | Correccions d'estabilitat (Thunderbird fallava al buscar correus). Correccions en les funcions cerca i substitució. |
| 16.0   | 16.0       | 9 d'octubre de 2012    | Afegit suport a box.com per la càrrega de fitxers grans Filelink.Fi del suport a MD5 per les firmes digitals. Actualitzacions silencioses de Thunderbird. Millores de rendiment i seguretat. |
| 16.0   | 16.0.1     | 11 d'octubre de 2012   | Correcció de vulnerabilitat. |
| 16.0   | 16.0.2     | 29 d'octubre de 2012   | Correccions de seguretat. Corregit un problema en comptes IMAP que estaven contínuament descarregant correus. |
| 17.0   | 17.0       | 20 de novembre de 2012 | Fi del suport per Mac OS X 10.5. Correccions de seguretat i rendiment. Les pestanyes ara es poden arrossegar. Un botó de menú apareix pels nous usuaris. Correccions de visualització, baixada contínua de correus i ortografia. |
| 17.0   | 17.0.2     | 8 de gener de 2013     | Correccions de seguretat. Correccions de corrupció en algunes carpetes. Correcció de correus eliminats en carpetes IMAP. Correcció d'un error que al prémer la X es tancava només una finestra i no tota l'aplicació. |
| 17.0   | 17.0.3     | 19 de febrer de 2013   | Correccions de seguretat. |
| 17.0   | 17.0.4     | 11 de març de 2013     | Correccions de seguretat. |
| 17.0   | 17.0.5     | 2 d'abril de 2013      | Correccions de seguretat i visualització de fonts. |
| 17.0   | 17.0.6     | 14 de maig de 2013     | Correccions de seguretat. Suport per l'API de Twitter versió 1.1. |
| 17.0   | 17.0.7     | 25 de juny de 2013     | Correccions de seguretat. |
| 17.0   | 17.0.8     | 6 d'agost de 2013      | Correccions de seguretat. |
| 17.0   | 17.0.9     | 17 de setembre de 2013 | Correccions de seguretat. |
| 17.0   | 17.0.10    | 29 d'octubre de 2013   | Correccions de seguretat. |
| 24.0   | 24.0       | 17 de setembre de 2013 | Els missatges poden ser ignorats o vistos. Zoom. Modificar el zoom amb ctrl/cmd + i ctrl/cmd -. Millores en les rèpliques a Twitter. Millorades interaccions en el filtres. Millores en el xats i l'IRC. Correccions de seguretat. |
| 24.0   | 24.0.1     | 11 d'octubre de 2013   | Correccions de control de contrast. Correccions del corrector ortogràfic. Correccions en els grups de noticies. |
| 24.0   | 24.1.0     | 29 d'octubre de 2013   | Correccions de seguretat. Correccions en la visualització de les firmes. |
| 24.0   | 24.1.1     | 19 de novembre de 2013 | Correccions de seguretat. |
| 24.0   | 24.2.0     | 10 de desembre de 2013 | Correccions de seguretat. Correccions en les firmes múltiples de missatges llargs. Correccions en l'editor de configuració i la configuració de carpetes locals. |
| 24.0   | 24.3.0     | 4 de febrer de 2014    | Correccions de seguretat. |
| 24.0   | 24.4.0     | 18 de març de 2014     | Correccions de seguretat i correccions al contestar missatges. |
| 24.0   | 24.5.0     | 29 d'abril de 2014     | Correccions de seguretat. |
| 24.0   | 24.6.0     | 10 de juny de 2014     | Correccions de seguretat. |
| 24.0   | 24.7.0     | 22 de juliol de 2014   | Correccions de seguretat. |
| 24.0   | 24.8.0     | 2 de setembre de 2014  | Correccions de seguretat. |
| 31.0   | 31.0       | 22 de juliol de 2014   | |
| 31.0   | 31.1.0     | 2 de setembre de 2014  | Correccions de barres de títols i barres d'eines.Correcció al buscar dins de carpetes IMAP. Millorat el rendiment al auto-completar a la llibreta de direccions. Correccions de seguretat. |
| 31.0   | 31.1.1     | 10 de setembre de 2014 | Correccions de llistes de correu. Corregit error ocasional a l'iniciar l'aplicació. |
| 31.0   | 31.1.2     | 24 de setembre 2014    | Correccions de seguretat. Correcció en els enllaços dels correus. |
| 31.0   | 31.2.0     | 24 de setembre de 2014 | Correccions de seguretat. Correccions de certificats. Correccions de la llista de contactes amb el mateix nom. |
| 31.0   | 31.3.0     | 1 de desembre de 2014  | SSLv3 deshabilitat. Correccions de seguretat. Correcció dels xats IRC. Corregit un problema amb l'auto-completat LDAP. |
| 31.0   | 31.4.0     | 13 de gener de 2015    | Millorada la instal·lació d'extensions. Correccions de seguretat. |
| 31.0   | 31.5.0     | 24 de febrer de 2015   | Correccions de seguretat. |
| 31.0   | 31.6.0     | 1 d'abril de 2015      | Correccions de seguretat. |
| 31.0   | 31.7.0     | 12 de maig de 2015     | Correccions de seguretat. |
| 31.0   | 31.8.0     | 17 de juliol de 2015   | Correccions de seguretat. |
| 38.0.1 | 38.0.1     | 11 de juny de 2015     | Compatibilitat de Gmail amb OAuth2. Millorat el filtratge de correus. Cerca múltiple habilitada a la llibreta de direccions. Afegit suport per Yahoo Messenger. Millora en l'editor de Twitter. Ús per defecte de SSL a XMPP i IRC. S'eliminen jocs de caràcters estranys. Thunderbird ja no fa servir SHA-1 per firmar missatges. Correccions en IRC i XMPP. Correccions en la interfície d'usuari. Millores en el corrector ortogràfic. |
| 38.0.1 | 38.1.0     | 9 de juliol de 2015    | Correccions en l'autenticació OAuth2 de Gmail. Millores en la visualització de texts codificats. Correccions en els grups de noticies. |
| 38.0.1 | 38.2.0     | 14 d'agost de 2015     | L'acceleració per hardware està deshabilitada per defecte. |
| 38.0.1 | 38.3.0     | 29 de setembre de 2015 | Millores en les pestanyes. Corregida la notificació de missatges després de la hibernació. Correccions en la importació de contactes des de CSV. |
| 38.0.1 | 38.4.0     | 27 de novembre de 2015 | Correccions de seguretat i en moure múltiples correus. |
| 38.0.1 | 38.5.0     | 23 de desembre de 2015 | Correccions de seguretat. Millorat l'administrador de la llibreta de direccions. Preparació per treballar amb SHA-256. |
| 38.0.1 | 38.5.1     | 8 de gener de 2016     | Ús de SHA-256 per les signatures. |
| 38.0.1 | 38.6.0     | 15 de febrer de 2016   | Correcció de visualització dels missatges en perfils mòbils. Correccions en filtres de les carpetes. Correccions de seguretat. |
| 38.0.1 | 38.7.0     | 15 de març de 2016     | Correccions de seguretat. |
| 38.0.1 | 38.7.1     | 25 de març de 2016     | Deshabilitada biblioteca Graphite. |
| 38.0.1 | 38.7.2     | 4 d'abril de 2016      | Deshabilitada biblioteca Graphite. |
| 38.0.1 | 38.8.0     | 4 de maig de 2016      | Correccions de seguretat. |
| 45.0   | 45.0       | 12 d'abril de 2016     | Agregades columnes remitent i destinatari. Millores dels xats. Millores en la correcció ortogràfica. Mail.ru suporta OAuth. Ús de OpenStreetMap. Correccions en el redactat amb caràcters xinesos, japonesos o coreans. Correcció de missatges IMAP bloquejats. Correcció dels arxius adjunts box.com. Correccions de seguretat. |
| 45.0   | 45.1.0     | 10 de maig de 2016     | Correccions de la llibreta de direccions. Millorada interfície amb zoom amb Mac OS X. Correcció de l'autenticació DIGEST-MD5. Correccions de seguretat i de redactat. |
| 45.0   | 45.1.1     | 31 de maig de 2016     | Correccions al enviar correus en format HTML. Correccions de plantilles i contactes. Correccions al introduir nous contactes. |
| 45.0   | 45.2.0     | 1 de juliol de 2016    | Millorada la detecció d'enllaços. Correcció de l'error de notificació d'espai en disc. Millorat el desplaçament de la llibreta de direccions. |
| 45.0   | 45.3.0     | 30 d'agost de 2016     | Correccions de seguretat. Evitada la corrupció de la base de dades d'esborranys. |
| 45.0   | 45.4.0     | 4 d'octubre de 2016    | Millorats els esborranys. Correcció quan es mostren alguns destinataris en vermell segons les situacions. |
| 45.0   | 45.5.0     | 21 de novembre de 2016 | Suport amb el canvi de límit de caràcters de Twitter. Corregida la ordenació pel camp Data. Correccions de visualització si hi han caràcters UTF-8. |
| 45.0   | 45.5.1     | 30 de novembre de 2016 | Correccions de seguretat. |
| 45.0   | 45.6.0     | 28 de desembre de 2016 | Correccions de seguretat i d'integració. |
| 45.0   | 45.7.0     | 25 de gener de 2017    | Correccions al calendari i millores de seguretat. Correcció al re-nombrar una carpeta IMAP. |
| 45.0   | 45.7.1     | 7 de febrer de 2017    | Correcció al visualitzar certs correus IMAP. |
| 45.0   | 45.8.0     | 7 de març de 2017      | Correccions de seguretat. |
| 52.0   | 52.0       | 10 d'abril de 2017     | Nova barra d'eines del tauler de carpetes. Importació de correus des de Becky. Correcció del corrector al editar un esborrany. Noves funcions de calendari. Permet missatges directes a Twitter. Autenticació SASL SCRAM per XMPP. Nova manera d'adjunció d'imatges. Els missatges IMAP en un dispositiu extern es filtren per defecte. Eliminat el suport per Yahoo Messenger. Correccions a la vista prèvia de missatges. Correccions al redactar missatges. Correccions de seguretat. |
| 52.0   | 52.0.1     | 14 d'abril de 2017     | Correcció de visualització de correus al navegador. |
| 52.0   | 52.1.0     | 1 de maig de 2017      | Correccions de seguretat. Correccions Google OAuth. Correccions en les imatges de fons. |
| 52.0   | 52.1.1     | 15 de maig de 2017     | Correccions IMAP. Correcció al carregar correus via POP. Millorada visualització de correus IMAP. |
| 52.0   | 52.2.0     | 14 de juny de 2017     | Correcció d'imatges de Hotmail/Outlook. Detecció de ASCII. Correccions OAuth amb Gmail. Correccions de seguretat. |
| 52.0   | 52.2.1     | 23 de juny de 2017     | Correccions amb carpetes de Gmail. |
| 52.0   | 52.3.0     | 16 d'agost de 2017     | Millores en gestió de correu POP3 i SPAM. Millores en el redactat i la contestació de missatges. |
| 52.0   | 52.4.0     | 6 d'octubre de 2017    | Correccions de seguretat. Correccions al contestar missatges. |
| 52.0   | 52.5.0     | 23 de novembre de 2017 | Correccions en correus IMAP i missatges d'alertes POP. Correccions de seguretat. Millora en la cerca de carpetes. |
| 52.0   | 52.5.2     | 22 de desembre de 2017 | Correcció de vulnerabilitat Cure53. |
| 52.0   | 52.6.0     | 25 de gener de 2018    | Correccions de seguretat. Millores en la detecció de codi ASCII. Millorat el calendari. |
| 52.0   | 52.7.0     | 23 de març de 2018     | Correccions de seguretat i gestió de correus Yahoo. Millorada la cerca. |
| 52.0   | 52.8.0     | 18 de maig de 2018     | Correccions de seguretat. |
| 52.0   | 52.9.1     | 10 de juliol de 2018   | Correccions de seguretat i de visualització de codi HTML. Canvis en la compactació de correus IMAP. |
| 60.0   | 60.0       | 6 d'agost de 2018      | Nou botó que permet eliminar un destinatari al redactar. Millores en la gestió d'arxius adjunts. Es pot canviar l'idioma del corrector des de la barra d'estat. Nous temes clars i foscos. Habilitats temes de WebExtension. Nous modes de visualització de dates. Autenticació OAuth2 per Yahoo i AOL. Millores al calendari. Temes incorporats al xat. Es mostra la compatibilitat de les extensions. Millores en l'emmagatzematge de correus IMAP. Millores en el gestor d'esborranys. Millorada autenticació amb Gmail. Correccions de seguretat, llibreta de direccions i importació des de Outlook.                                                                    |
| 60.0   | 60.2.1     | 2 d'octubre de 2018    | Correccions de dates dels calendaris. Correcció de la barra de desplaçament. Correcció dels enllaços de l'Administrador de complements. Correccions d'idioma de les carpetes Draft i Sent. Correccions dels events del calendari. Correccions de seguretat. |
| 60.0   | 60.3.0     | 31 d'octubre de 2018   | Corregits alguns colors d'alguns temes. Corregits alguns menús en Mac que no funcionaven. Correccions en l'auto-completat, en les firmes HTML i filtres. Correccions de seguretat. |
| 60.0   | 60.3.1     | 15 de novembre de 2018 | Correccions en l'editor avançat. Eliminació de cookies. Correcció de la descàrrega de correus i l'enviament de correus amb codificació. Correcció d'un error amb contrasenyes amb codis no ASCII. Correcció del tancament al introduir una contrasenya IMAP buida. |
| 60.0   | 60.3.2     | 30 de novembre de 2018 | Corregits problemes al exportar llibretes de direccions. Correccions de cerca, capçaleres dels missatges i notificacions. Correccions de visualització de columnes. |
| 60.0   | 60.3.3     | 5 de desembre de 2018  | Migració del sistema de gestió de contrasenyes per fer-lo molt més segur. Correcció del sistema de cerca. Millora en la redacció dels missatges. |
| 60.0   | 60.4.0     | 20 de desembre de 2018 | Nova API de Filelink. Corregits problemes de codificació per caràcters poc comuns. Millorades les notificacions del missatges de carpetes especials o virtuals. Correccions de seguretat. |
| 60.0   | 60.5.0     | 29 de gener de 2019    | Nou proveïdor FileLink WeTransfer per adjuntar fitxers de gran mida. Possibilitat d'afegir motors de cerca des d'un arxiu XML. Nous motors de cerca disponibles per defecte (Google i DuckDuckGo). Millorada detecció de comptes Exchange durant l'assistent. Corregida la impressió de calendaris. Correccions de seguretat. |
| 60.0   | 60.5.1     | 14 de febrer de 2019   | Correccions de seguretat. |
| 60.0   | 60.5.2     | 25 de febrer de 2019   | Correcció d'un error al enviar a través de send-to. Suport UTF-8 per a MAPiSendMail. Corregit un problema amb la verificació dels certificats S/MIME. |
| 60.0   | 60.5.3     | 5 de març de 2019      | Corregit un problema al enviar un correu a través de "send-to". |
| 60.0   | 60.6.0     | 19 de març de 2019     | Correcció al crear esdeveniments al calendari. |
| 60.0   | 60.6.1     | 25 de març de 2019     | Correccions de seguretat. |
| 60.0   | 60.7.0     | 21 de maig de 2019     | Correccions de seguretat. Correcció a la finestra de fitxers adjunts. |